# 마이클 파파존
마이클 파파존(Michael Papajohn, 1964년 11월 7일 ~ )은 미국의 배우, 야구 선수, 스턴트 배우, 텔레비전 배우이다.

## 영화
- 쥬라기 월드: 폴른 킹덤 (2018년) - 인젠 계약자 역
- 패밀리 오브 라이즈 (2017년)
- 행맨 (2017년) - 행맨의 아버지 역
- 오자크 샤크 (2016년)
- 콜드 문 (2016년)
- 리브 바이 나이트 (2016년)
- 아메리칸 울트라 (2015년) - 오티스 역
- 쥬라기 월드 (2015년)
- 와일드 카드 (2015년) - 카지노 책임자 역
- 오컬트 (2014년)
- 나이트 크롤러 (2014년) - 보안 요원 역
- 토카레브 (2014년) - 보리 역
- 혹성탈출: 반격의 서막 (2014년)
- 제이슨 스타뎀의 홈프론트: 가족을 지켜라 (2013년) - 암살자 역
- 본 레거시 (2012년) - 래리 역
- 다크 나이트 라이즈 (2012년) - 감옥 경비 역
- 디스 민즈 워 (2012년)
- 암살리스트 (2011년) - 스페셜 에이전트 드레이크 포드 역
- 드라이브 앵그리 3D (2011년) - 타투드 가이 역
- 조나 헥스 (2010년)
- 로스트 랜드: 공룡 왕국 (2009년)
- G-포스: 기니피그 특공대 (2009년)
- 트랜스포머: 패자의 역습 (2009년)
- 터미네이터: 미래전쟁의 시작 (2009년)
- 슈퍼히어로 (2008년)
- 나는 누가 날 죽였는지 알고 있다 (2007년)
- 델타 파스 (2007년)
- 스파이더맨 3 (2007년) - 데니스 캐러딘/카잭커 역
- 래리 더 케이블 가이 - 헬스 인스펙터 (2006년)
- 스레시홀드 (2005년)
- 롱기스트 야드 (2005년)
- 라스트 샷 (2004년)
- 모래와 안개의 집 (2003년)
- 디아블로 (2003년)
- 터미네이터 3 (2003년)
- 헐크 (2003년)
- 핫 칙 (2002년)
- 스파이더맨 (2002년) - 카잭커 역
- 러스틴 (2001년)
- 애니멀 (2001년)
- 미녀 삼총사 (2000년)
- 사랑을 위하여 (1999년)
- 스폰 (1997년) - 잭의 아빠 글렌 역
- 이레이저 (1996년)
- 도미니언 (1995년)
- 와일드 빌 (1995년)
- 미네소타 트윈스 (1994년)
- 미스터 베이스볼 (1992년)
- 베이브 (1992년)
- 마지막 보이 스카웃 (1991년)
- 프레데터 2 (1990년)